# Куніцький Василь Станіславович
Васи́ль Станісла́вович Куні́цький (23 травня 1967, с. Скомороше, Україна — 10 квітня 2022, Донецька область, Україна) — український військовослужбовець, старший сержант Збройних Сил України, учасник російсько-української війни.

## Життєпис
Народився 23 травня 1967 року в селі Скомороше Чортківського району на Тернопільщині.
Працював трактористом. На початку березня 2022 року був призваний до Збройних Сил України та відбув на війну. 
Загинув 10 квітня 2022 року на Донеччині. Похований 16 квітня 2022 року в родинному селі. 
Залишилися дружина, троє дітей, двоє синів і донька, та онуки.

## Нагороди
- орден «За мужність» III ступеня (17 червня 2022, посмертно) — за особисту мужність і самовіддані дії, виявлені у захисті державного суверенітету та територіальної цілісності України, вірність військовій присязі[1].